# Amir Gorzalczany
Amir Gorzalczany (n. 1959) es un arqueólogo argentino-israelí especialista en el período Islámico del Levante (Israel, Palestina).

## Biografía
Nacido en Argentina, realizó sus estudios en Israel, con diploma de grado en la Universidad Ben-Gurión del Néguev y maestría y doctorado en la Universidad de Tel Aviv. Su tesis doctoral versa sobre aspectos diversos del urbanismo en el período Islámico temprano. Trabaja actualmente como arqueólogo en el Autoridad de Antigüedades de Israel y como investigador senior en el Centro de Estudios de Historia del Antiguo Oriente de la Pontificia Universidad Católica Argentina. Ha sido miembro del comité editorial de la revista  Antiguo Oriente y publicado una gran cantidad de artículos académicos en revistas especializadas.
Gorzalczany ha dirigido múltiples excavaciones arqueológicas en Israel; entre las más importantes se cuentan las realizadas en Palmahim, Ramla, el Mosaico de Lod, Tel Assawir, Tel Hashash y el Aqueducto de Ramla.

## Publicaciones
- (con G. Avni, G. Bowersock, y J. Schwartz ) (eds.), The Lod Mosaic, a Spectacular Roman Mosaic Floor. Scala Arts Publishers and IAA. New York and Jerusalem.
- 'A New Type of Cemeteries from the Late Mamluk and Early Ottoman Periods from Central Israel'. Levant 41(2) (2009):223–237.
- 'Shuni: A New Middle Bronze IIa Domestic Site on the Northern Bank of Nahal Tanninim'. Tel Aviv 32(1) (2205):32–49.
- 'The Kefar Saba Cemetery and Differences in Orientation of Late Islamic Burials from Israel/Palestine'. Levant 39 (2007):71–7
- (con R. Kletter) 'A Middle Bronze Age II Type of Pottery Kiln from the Coastal Plain of Israel'. Levant 33 (2001):95–104.
- (con E. Yannai y M. Peilstöcker) 'A Group of Coastal Vessels found in the Coastal Plain of Israel'. Levant 35 (2003):101–116